# Diocese de Limeira
A Diocese de Limeira (em latim: Dioecesis Limeirenses) é uma divisão territorial da Igreja Católica no estado de São Paulo. Sua sede é o município de Limeira.

## História
No início da década de 1970, começou-se a pensar no desmembramento de uma parte da Arquidiocese de Campinas, onde o crescimento era rápido e tornava-se difícil à presença do pastor, o arcebispo metropolitano, junto a todas as comunidades.
Idealizou-se a criação de uma diocese na região norte da arquidiocese. Foi formada uma comissão composta de párocos da região norte da arquidiocese e presidida pelo Monsenhor Luís Pessoto, para estudar e encaminhar o assunto. Muitas reuniões foram feitas e a equipe responsável, assessorada por técnicos, promoveu um amplo levantamento sócio-econômico-religioso da região, visitando todas as paróquias e comunidades, produzindo um trabalho escrito de grande valor histórico, que, posteriormente, foi enviado a Santa Sé.
O então arcebispo de Campinas, Dom Antônio Maria Siqueira, na Assembleia dos Bispos do Regional Sul da Conferência Nacional dos Bispos do Brasil (CNBB), em Itaici, município de Indaiatuba, em maio de 1974, pediu o parecer dos Bispos do estado de São Paulo, que foi favorável, por unanimidade, à criação da nova Diocese. O arcebispo escreveu, então, ao Papa Paulo VI, em 15 de agosto de 1975, nestes termos: Prostrados ante Vossa Santidade e implorando bênção, venho trazer o pedido de criação de uma nova Diocese, desmembrada da nossa Arquidiocese de Campinas, no estado de São Paulo.
No dia 29 de abril de 1976, Sua Santidade o Papa Paulo VI, atendendo o pedido criou através da Bula Pontifícia "De Superna", a Diocese de Limeira, no Estado de São Paulo, Brasil, com território desmembrado da Arquidiocese de Campinas e da Diocese de Piracicaba.
Sua instalação aconteceu no dia 25 de junho de 1976, em cerimônia memorável, com solene celebração eucarística, presidida por Dom Carmine Rocco, na época Núncio Apostólico no Brasil, com a participação marcante de bispos, sacerdotes, religiosos, religiosas e grande presença de fiéis.
Nesta missa, foi também ordenado e empossado o primeiro Bispo de Limeira, Dom Tarcísio Ariovaldo Amaral, CSsR.

## Divisão territorial
A Diocese de Limeira é composta por 86 paróquias e mais de 300 comunidades e está presente em 16 municípios segmentados nas seguintes Foranias:
- Forania Nossa Senhora do Belém:

Analândia, Descalvado, Pirassununga e Porto Ferreira.
- Forania Nossa Senhora do Patrocínio:

Araras, Leme e Santa Cruz da Conceição.
- Forania Nossa Senhora das Dores:

Cordeirópolis, Limeira e Iracemápolis.
- Forania Santo Antônio de Pádua:

Americana e Nova Odessa.
- Forania Santa Gertrudes:

Artur Nogueira, Cosmópolis, Conchal, Engenheiro Coelho,

## Bispos
| #                        | Nome                               | Período    | Notas                                |
| ------------------------ | ---------------------------------- | ---------- | ------------------------------------ |
| 6º                       | José Roberto Fortes Palau          | 2019–atual |                                      |
| 5º                       | Vilson Dias de Oliveira, DC        | 2007–2019  | Renunciou                            |
| 4º                       | Augusto José Zini Filho            | 2003–2006  | Faleceu                              |
| 3º                       | Ercílio Turco                      | 1990–2002  | Nomeado Bispo de Osasco              |
| 2º                       | Fernando Legal, S.D.B.             | 1985–1989  | Nomeado Bispo de São Miguel Paulista |
| 1°                       | Tarcísio Ariovaldo Amaral, C.Ss.R. | 1976–1984  | Nomeado Bispo de Campanha            |
| Administrador Apostólico |                                    |            |                                      |
|                          | Orlando Brandes                    | 2019–2020  | Arcebispo de Aparecida               |